# Содома
Джованні Антоніо Бацці відомий як Содома (італ. Giovanni Antonio Bazzi, 1477 — 15 лютого 1549) — італійський художник епохи Відродження, представник Сієнської школи XV ст.

## Прізвисько
Навколо прізвиська «Содома» (Il Sodoma) було безліч дискусій і припущень. Існує думка, що спочатку його родинним іменем або прізвиськом було «Содон» (іноді він так підписував картини), яке потім трансформувалося в «Содома». Втім, це мало що змінює в ексцентричному характері художника, який, судячи з описів Д. Вазарі, із задоволенням брав прізвисько Содома, натякають на содомський гріх. І не просто брав, але і бравував ним, щоб епатувати поважну публіку.

## Життєпис
Його справжнє ім'я було Джованні Антоніо. Походив з родини шевця з Бріандате на ім'я Джакомо ді Антоніо деі Бацці, який до 1475 року перебрався до містечка Верчеллі (П'ємонт), а в 1476 році одружився з Анджелою да Бергамо. У них було троє дітей, два сини — Джованні Антоніо і Нікколо, дочка Амадея. Майбутній художник був старшим серед дітей Бацці.
Він народився в 1477 році, а в 1490 році поступив на навчання до живописця Джованні Мартіно Спанцотті. У нотаріальних архівах Верчеллі збереглася угода від 20 листопада 1490 року, яку батько Содоми уклав з художником Джованні Спанцотті про те, що той буде навчати його сина всім різновидам живопису, включаючи роботу по склу і дереву, протягом семи років. Разом зі Спанцотті Содома деякий час жив у Мілані, де потрапив під вплив творчості Леонардо да Вінчі, хоча точних свідчень про їх контакти не існує.
1501 року художник перебирається до Сієни, куди купців з родини Спаноккі. Проте ніяких документів про те, що родина Спаноккі робила Содомі замовлення на картини не збереглося. Приїхавши в Сієну, Содома отримав перші великі престижні замовлення.
Водночас пристрастився до кінських перегонів — сієнського паліо. Збереглися документи, згідно з якими він брав участь у паліо і набував для цих цілей дорогих коней.
У 1508 році деякий час перебував у Римі, виконуючи замовлення для папи римського Юлія II. Содомі був доручений розпис папських покоїв, Станца делла Сеньятура. Він розписав гротесками і орнаментами звід залу, проте велика композиція на стіні не сподобалася папі, який наказав її збити, відсторонив художника від робіт, і розпорядився, щоб його місце зайняв Рафаель. Важко сказати, які стосунки після цього склалися у Содоми з Рафаелем, однак, останній у своїй фресці «Афінська школа» написав спільний з Содома портрет.
У 1510 році художник одружується на дочці підприємця Луки Галлі. Завдяки цього зумів налагодити стосунки з представниками купецьких родин та банкірів. останні надавали численні замовлення. Серед них були банкіри та меценати Кіджі. Завдяки Агостіно Кіджі Содома затоваришував з П'єтро Аретіно, і отримав престижні замовлення. Серед прихильників його таланту був Якопо Аппіані, володар Пйомбіно, папа Лев X, який із захопленням прийняв одну з найкращих картин Содоми «Лукреція» (Будапешт, Художній музей), надавши художнику лицарський титул «кавальєра ді Крісто», а також імператор Карл V, який дав художнику графський титул.
У 1515—1518 роках перебував у Флоренції, де також знайшов численних замовників серед знаті. Зокрема написав для Альфонсо I д'Есте, герцога Феррари картину «Св. Георгій і дракон» (1518 рік, Вашингтон, Національна галерея мистецтва).
В Сієні він працював до 1538 року, коли перебирається до м. Пйомбіно, з 1539 до 1540 року працює над замовленнями у Вольтерра, після чого до 1543 року — у Пізі, по тому перебирається до Лукки, де виконав декілька фресок для місцевих церков. У 1545 році повертається до Пйомбіно.
Повернувся до Сієни у 1548 році. Помер Содома 15 лютого 1549 року, за деякими відомостями розтративши усі свої статки.

## Особисте життя
Історики вважають, що він, ймовірно, був гомосексуалом. Його прізвисько «Іль Содома», що натякає на назву біблійного міста Содома, можливо вказує на потяг до осіб своєї статі.

## Творчість
Самостійні роботи та відомість художника пов'язані з його діяльністю у Сієні. Першим великим твором Содоми є фрески в трапезній оліветського монастиря Св. Анни в Кампрене недалеко від Сієни. Згідно з контрактом, підписаним з боку монастиря Фра Андреа Косса, роботи були розпочаті в 1503 році і завершені до червня 1504 року.
У 1505—1508 роках він закінчив фрески, розпочаті в 1497 році Лукою Сіньореллі в монастирі Монте Олівет. Вони були присвячені сценам з життя святого Бенедикта Нурсійського. В одній зі сцен святий Бенедикт, намагаючись навести лад у ввіреному йому монастирі, проганяє куртизанок, надісланих ченцем Флорентіусом для спокушання монастирської братії. Содома намалював цих жінок оголеними, викликавши сум'яття у ченців і обурення у керівництва монастиря. Куртизанок довелося «одягнути», хоча в даному випадку, схоже, Содома просто суворо дотримувався канонічного опису житія св. Бенедикта. У цій роботі помітний вплив Леонардо да Вінчі та Рафаеля.
Згідно авторові життєписа Рафаеля Паоло Джовіо Содомі було властиво «абсурдне й мінливе, з печаткою безумства мислення». разом з тим, Джовіо вважає його «спадкоємцем Рафаеля».
Рафаелеву ідею з солдатами Содома повторив у картині «Зняття з хреста» (Пінакотека, Сієна), яка була створена для вівтаря родини Чінуцці в сієнській церкві Сан Франческо. Під час робіт над фресками в двох монастирях Содома написав кілька міфологічних та історичних сюжетів у Сієнському палаці Сігізмондо Кіджі (сцени з «Метаморфоз» Овідія, і сцени з життя Юлія Цезаря).
Содома розписав спальню палацу Кіджі (вілла Фарнезіна) фресками з сюжетами з життя Олександра Македонського, серед яких виділяється сцена із зображенням весілля Олександра і Роксани, завдяки їй кімнату нині іменують Кімната одруження Олександра і Роксани. Спальня примикає безпосередньо до бенкетного залу, який пізніше був розписаний Бальдассаре Перуцці. У загальній складності Содому написав тут три фрески: «Одруження Олександра і Роксани», «Родина Дарія перед Олександром», «Битва». Четверту фреску «Олександр з Буцефалом» дослідники нині не вважають роботою Содоми. Імовірно, її виконав хтось з близьких художників, що досить вдало імітував його манеру.
У 1525 року виконував замовлення на виготовлення корогви для спільноти Сан Себастьяно ді Камоллья в Сієні (нині в Галереї Пітті, Флоренція). На одній стороні хоругви Содома зобразив пробитого стрілами святого Себастьяна, на зворотному — Мадонну з немовлям у славі в оточенні святих. Твір виконано у приглушеною, неяскравим гамі; за анатомічно бездоганно виписаною постаттю св. Себастьяна простирається багатий пейзаж з античними руїнами, голову святого ангел вінчає короною мученика. У ліпленні фігури Себастьяна відчувається вплив античної скульптури.
Іншим великим твором майстра є фрески у капелі св. Катерини церкві Сан-Доменіко, що були написані в 1526 році. Художник зобразив три сцени з життя святої, зокрема, «Страта Нікколо ді Тульдена» — молодого аристократа з Перуджі, якого сієнський суд засудив до смерті тільки за те, що той різко висловився про сієнський уряд. Св. Катерина довго відвідувала Нікколо в катівні, умовляючи змиритися з долею, а потім була присутня при його страті. Художник зобразив найкривавіший момент у цьому сюжеті, і, незважаючи на те, що подія відбувалася в кінці XIV століття, обряди стражників у давньоримські костюми — настільки був привабливий дух античності в той час. Однак найвидатнішою фрескою в циклі з часів Вазарі вважається «Стигматизація св. Катерини». Розписи в капелі не були Содомою завершені, оскільки замовники не змогли далі оплачувати роботу.
У цей же період Содома створив фрески в церкві Санта-Кроче (нині зняті зі стін, і зберігаються в Пінакотеці, Сієна). У 1529 році він став мовби «офіційним художником» Сієни, і отримав урядові замовлення на роботи у міській ратуші, Палаццо Пуббліко, де він написав фрески і залишив два вівтарні образи — «Святе сімейство» і «Мадонна зі святими». Приблизно в ці ж роки він розписав фресками капелу св. Якова сієнської церкви Санто Спіріто.

## Родина
Дружина — Беатріче ді Лука Галлі
Діти:
- Апеллес (1511—д/), помер дитиною
- Фаустіна (1512—д/н), дружина художника Бартоломео Нерона, відомого як Річчі

## Галерея

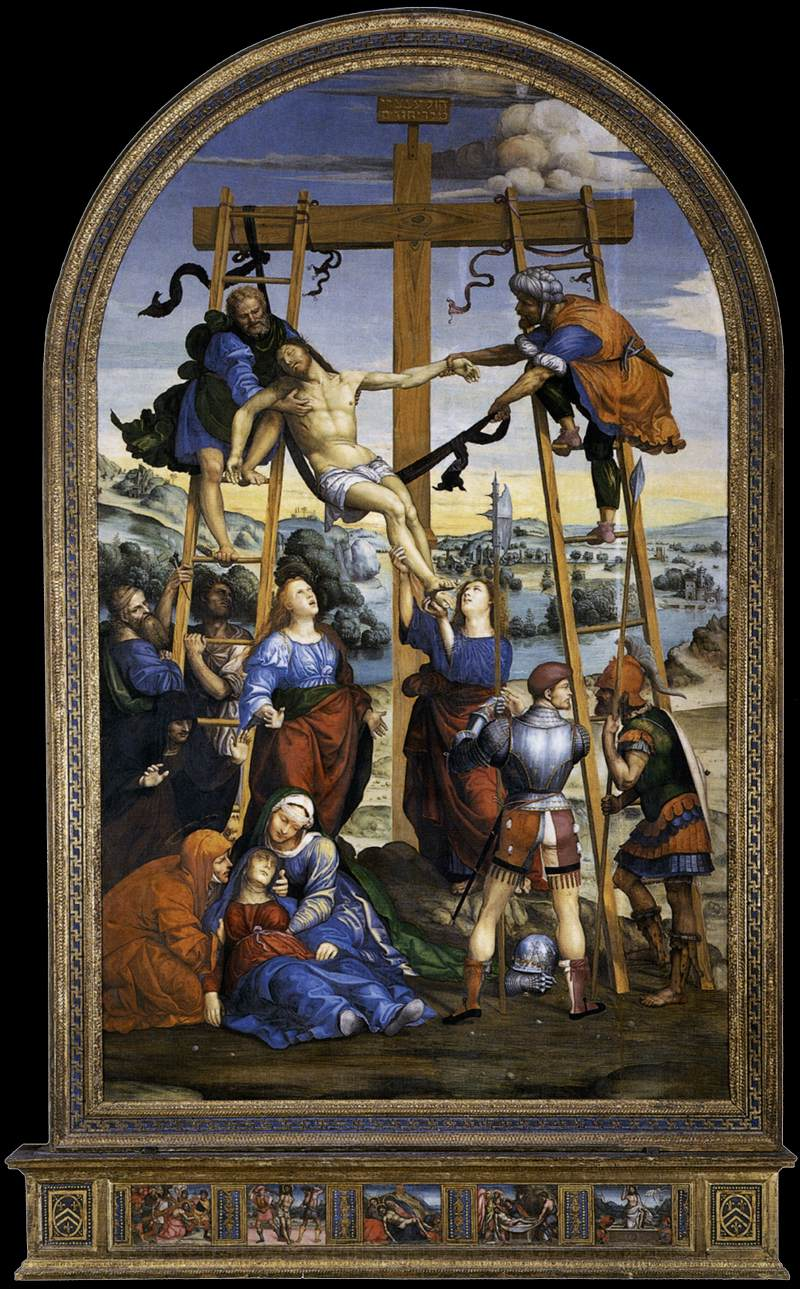
Зняття з хреста
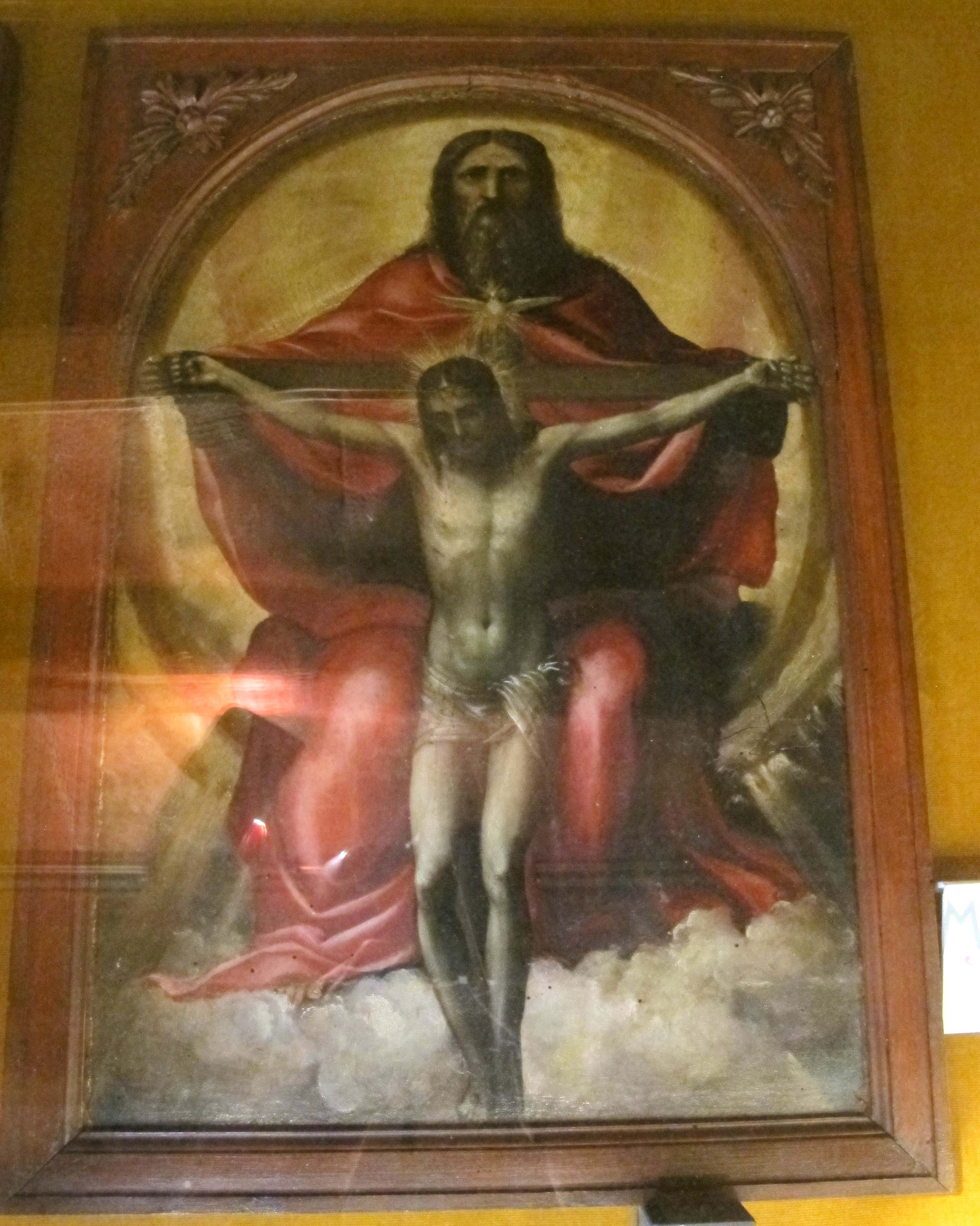
Трійця, церква Св.Михайла та Св.Доната
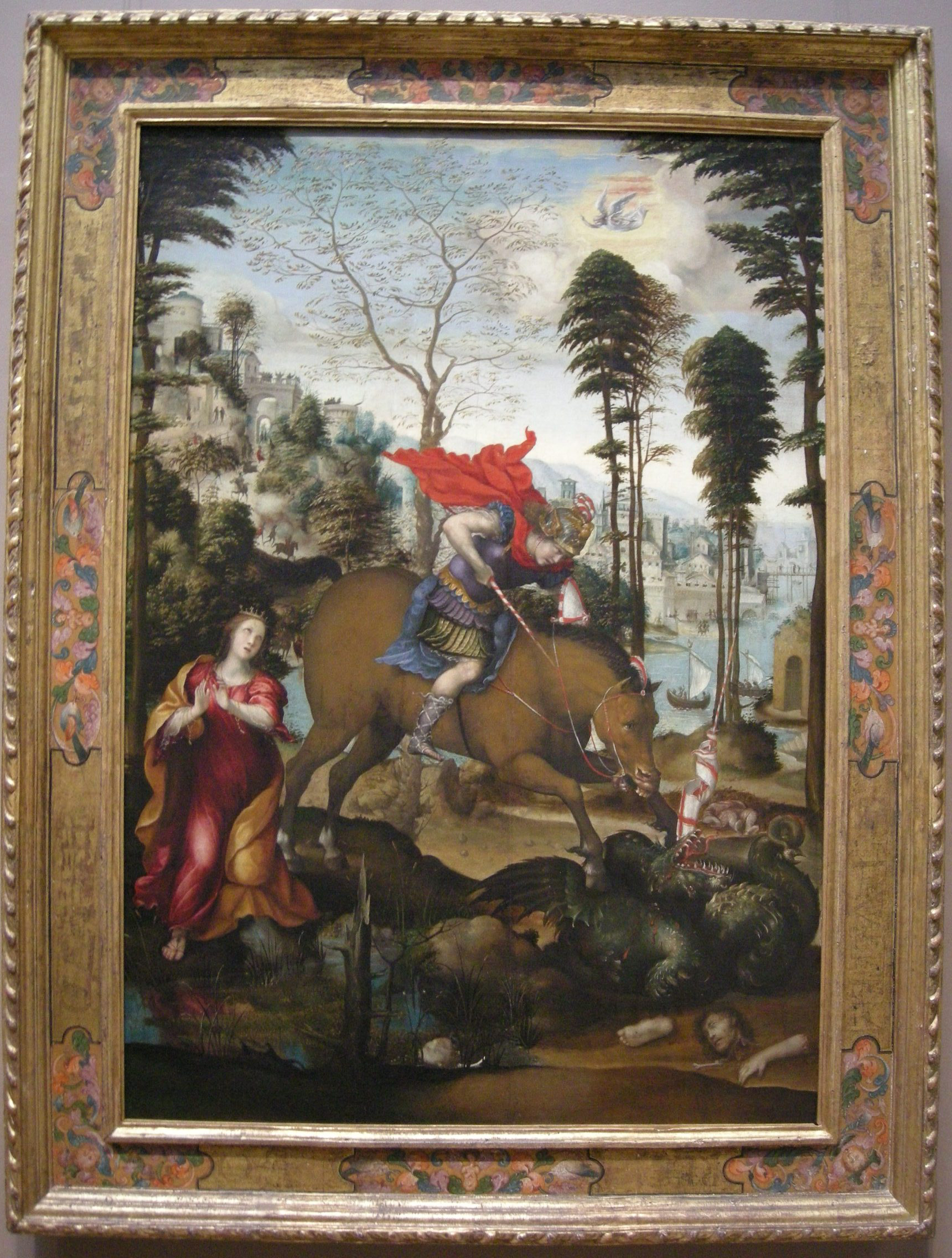
Св.Георг та дракон
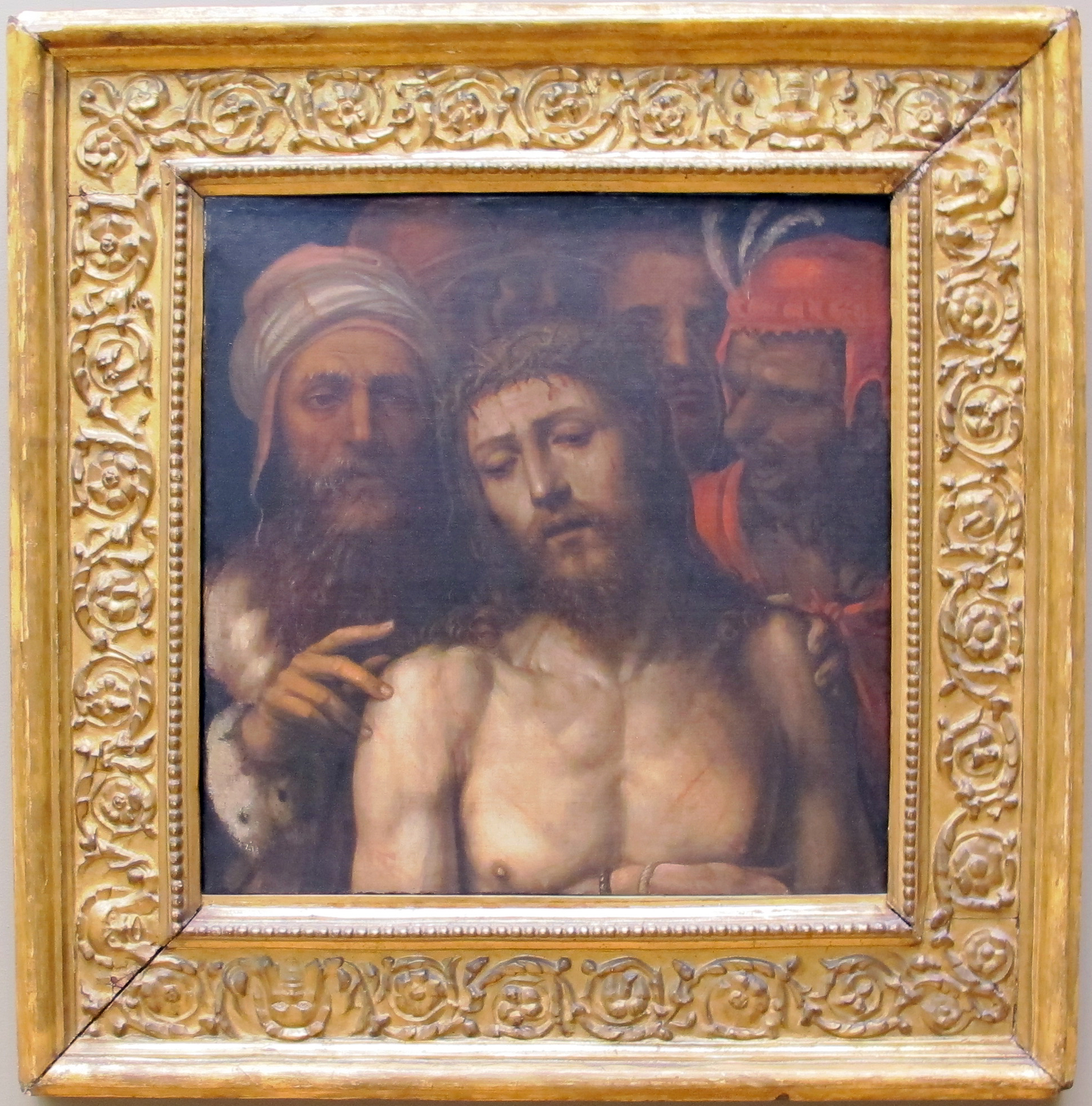
Ecce Homo
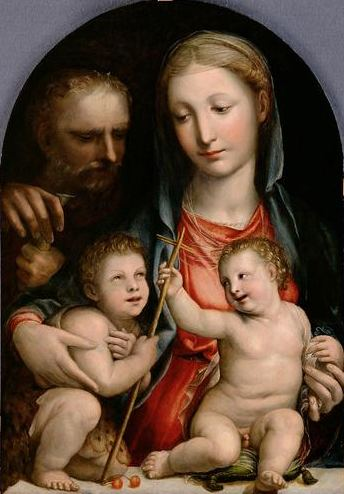
Святе сімейство з немовлям Іваном Хрестителем
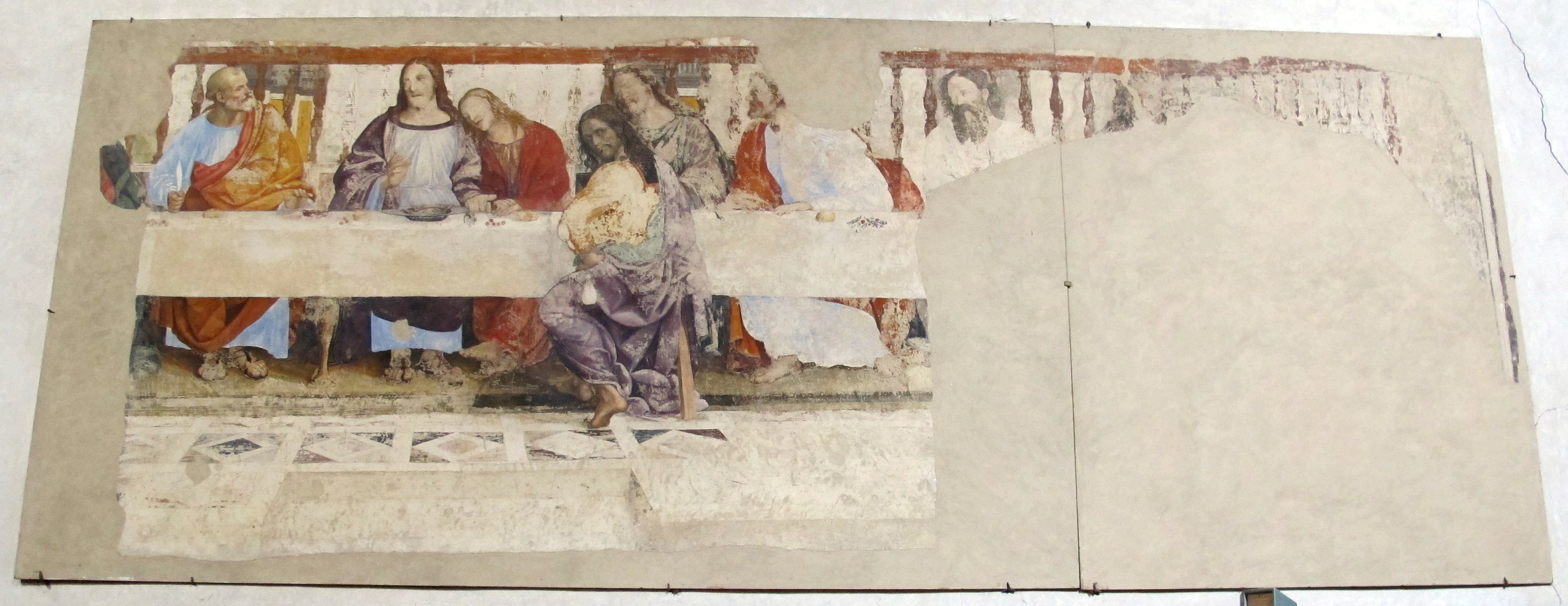
Тайна вечеря
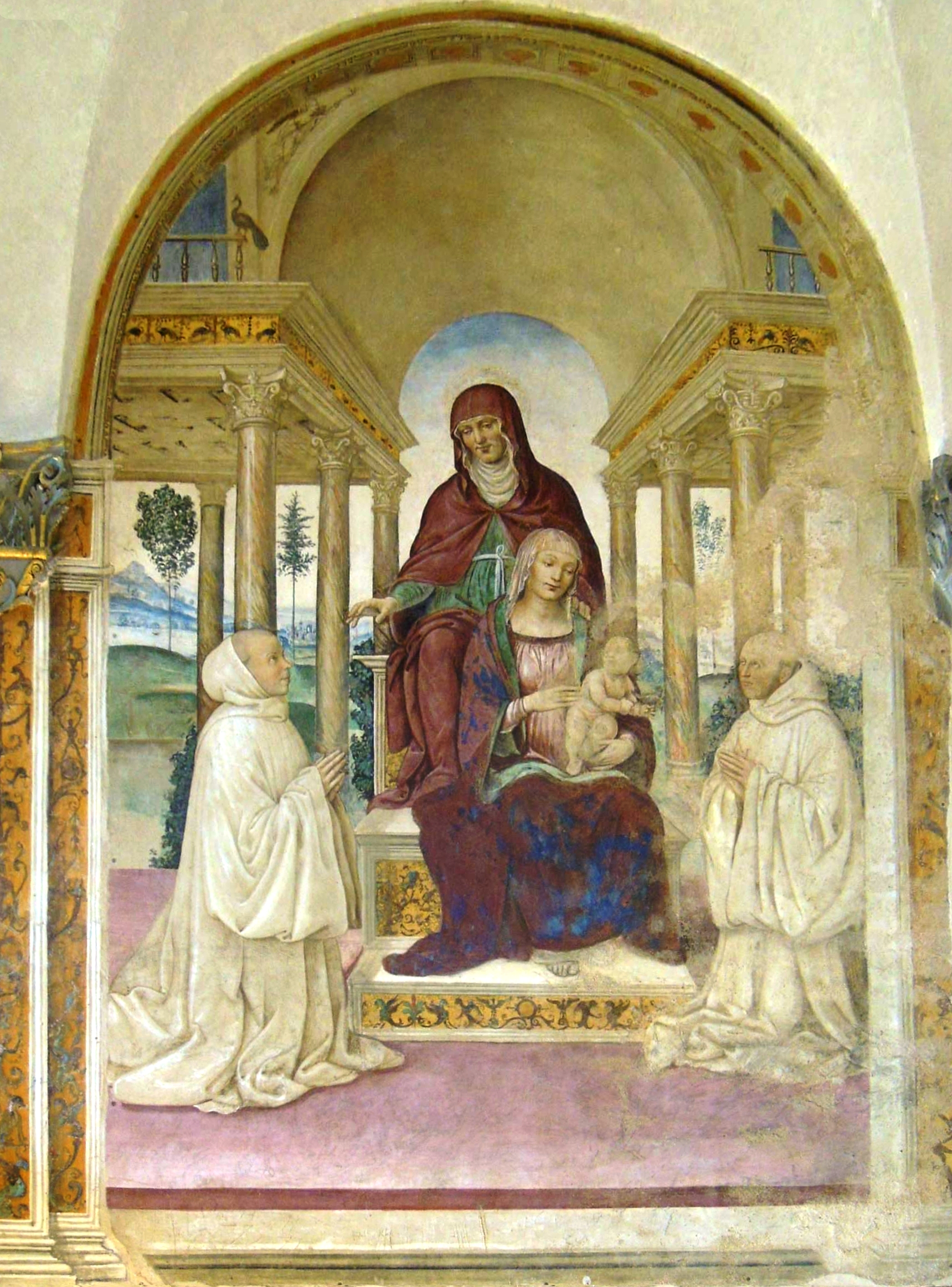
Трапезна монастиря Св.Анни в Кампрені
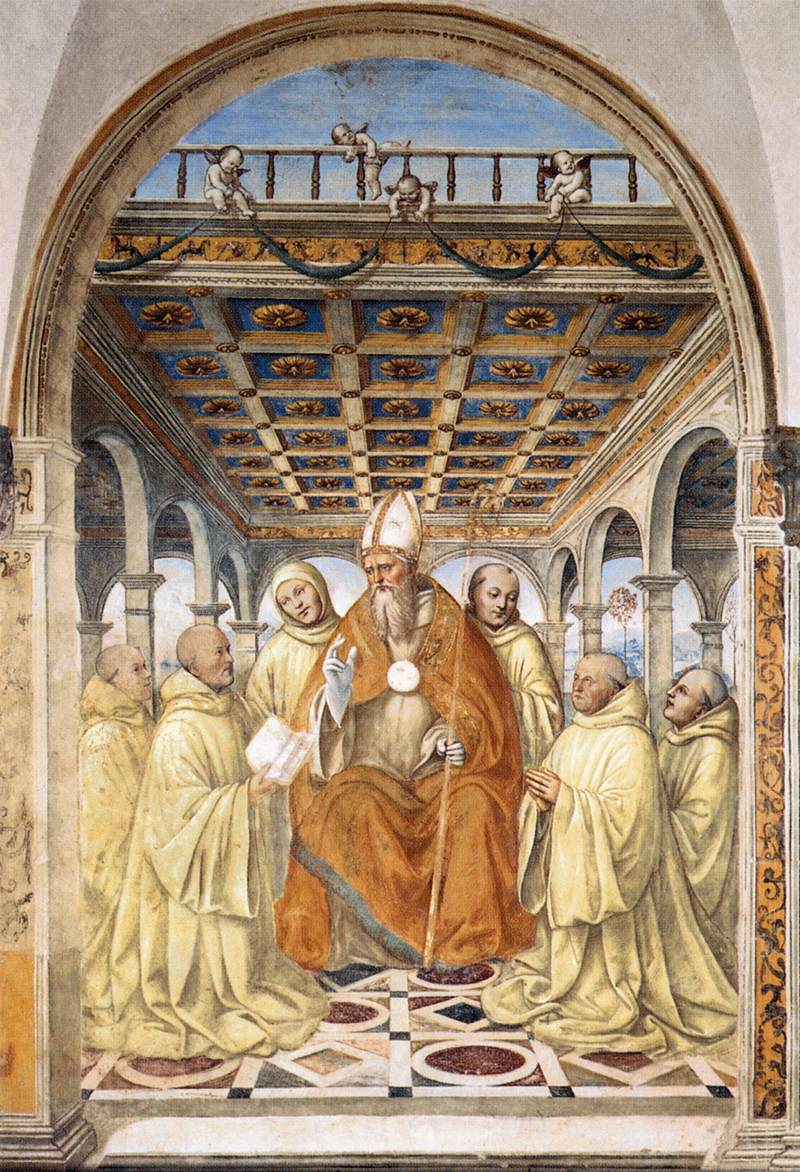
Конфірмація ордену оліветанців єпископом Ареццо
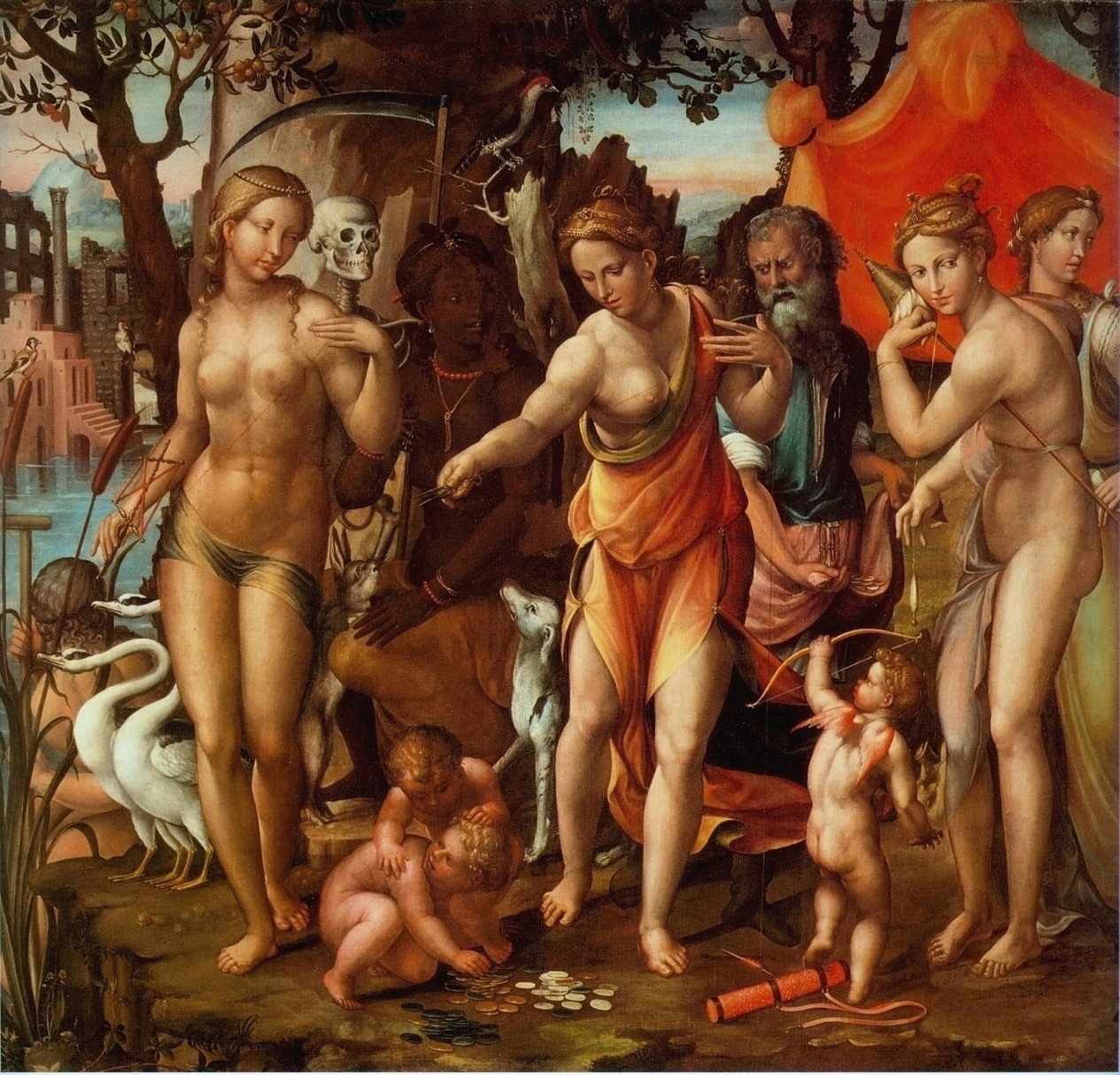
Мойри
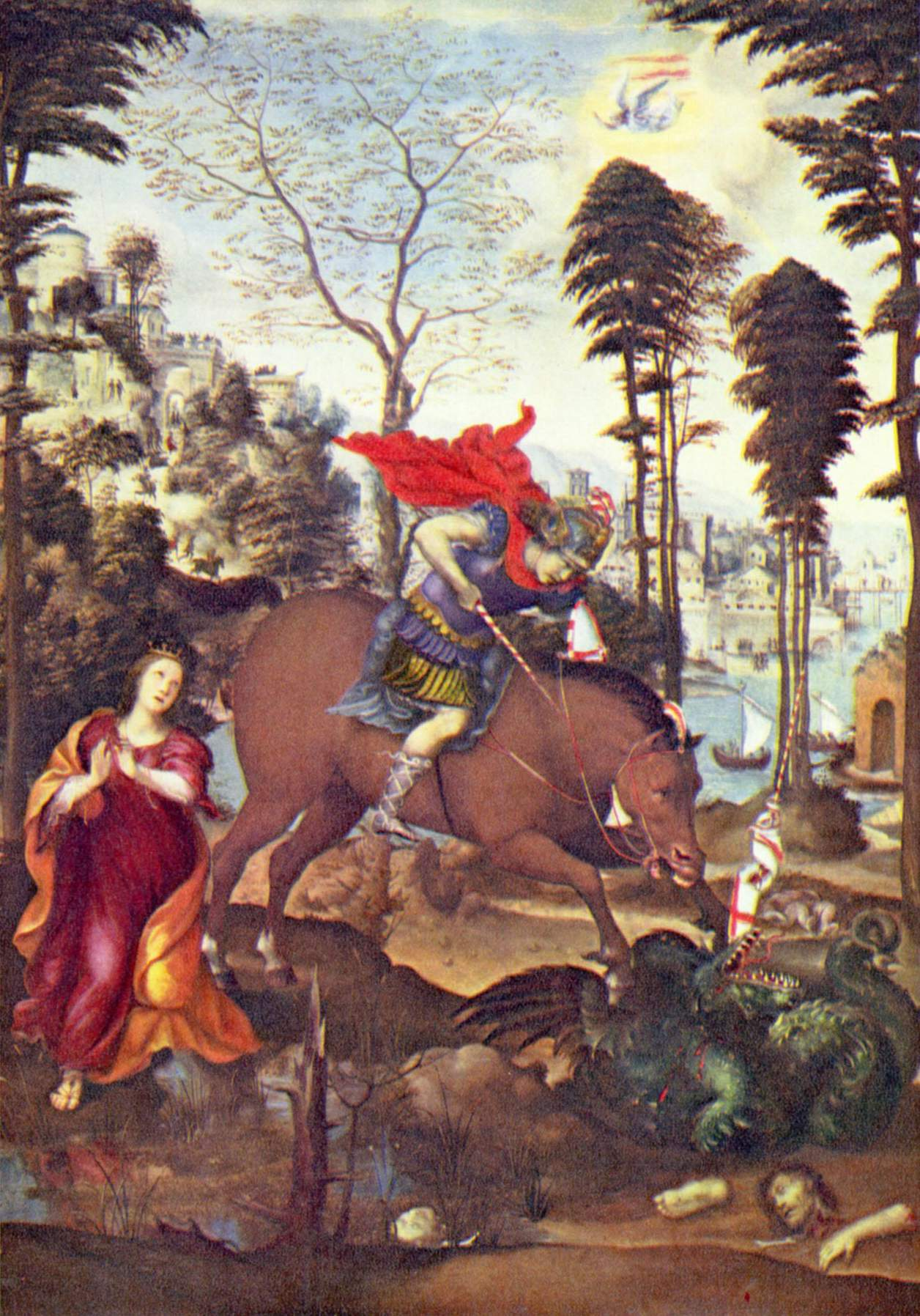
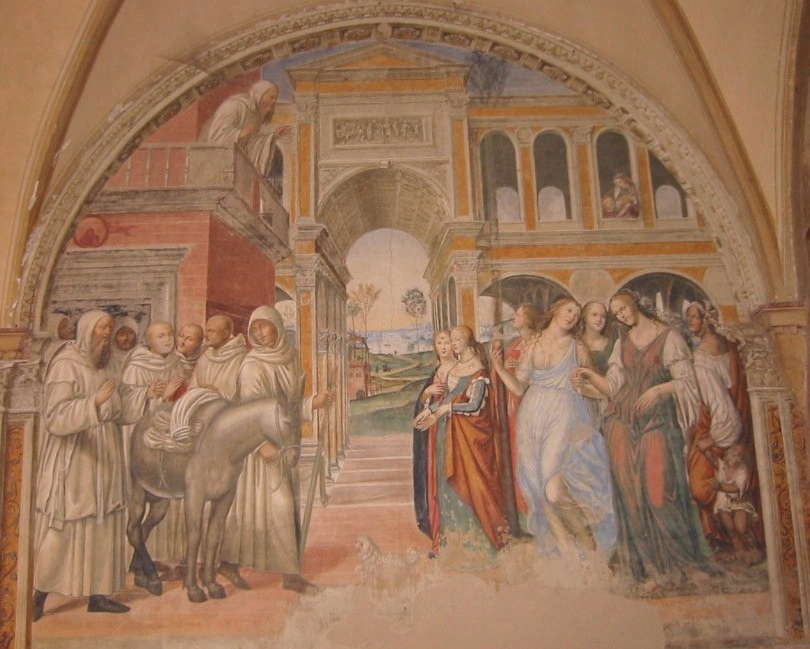
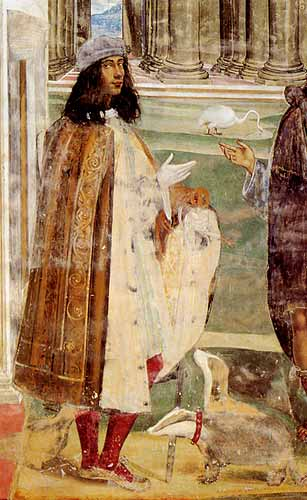
Автопортрет в Монте Олівето
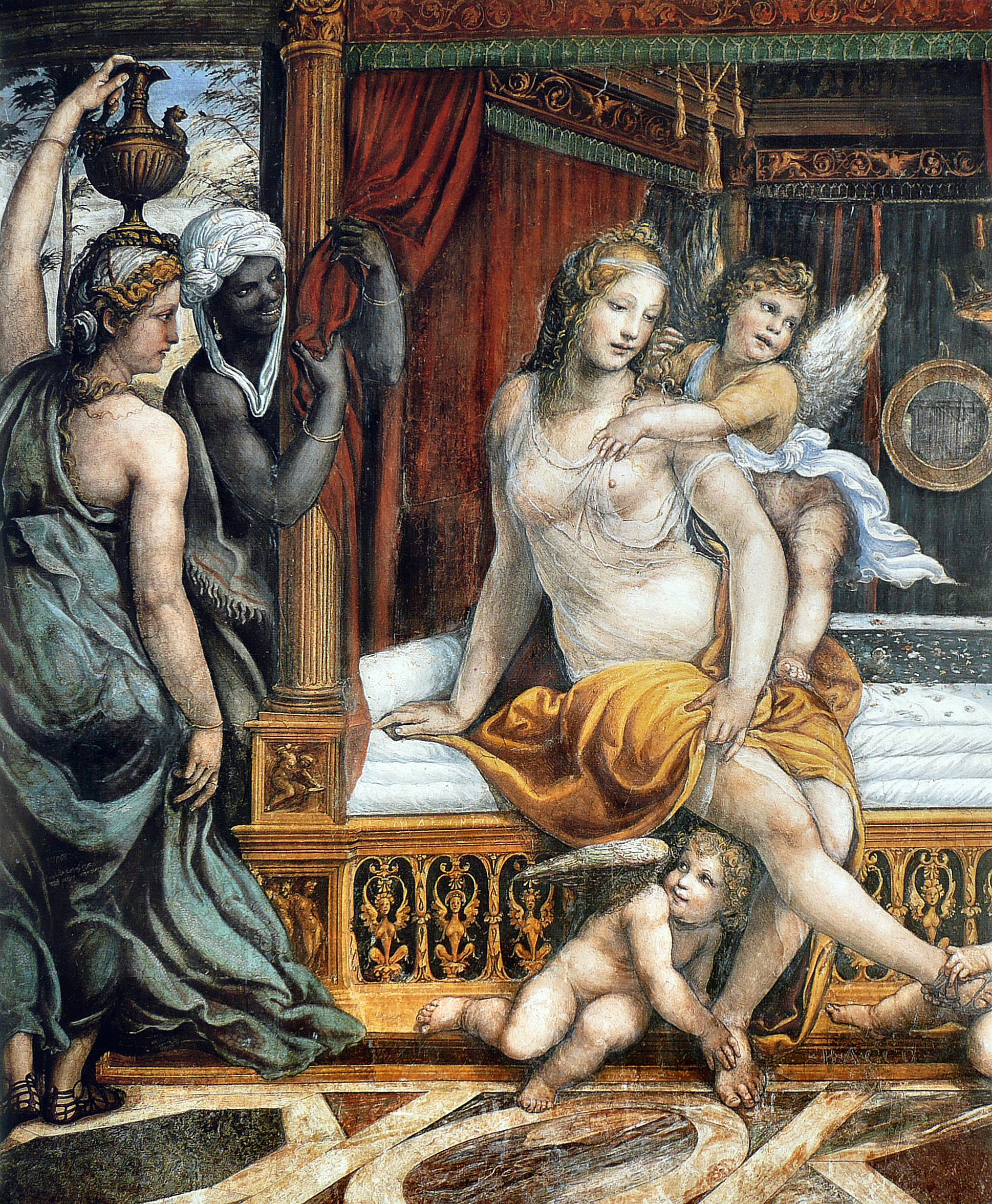
Роксана отримує вінець свого чоловіка
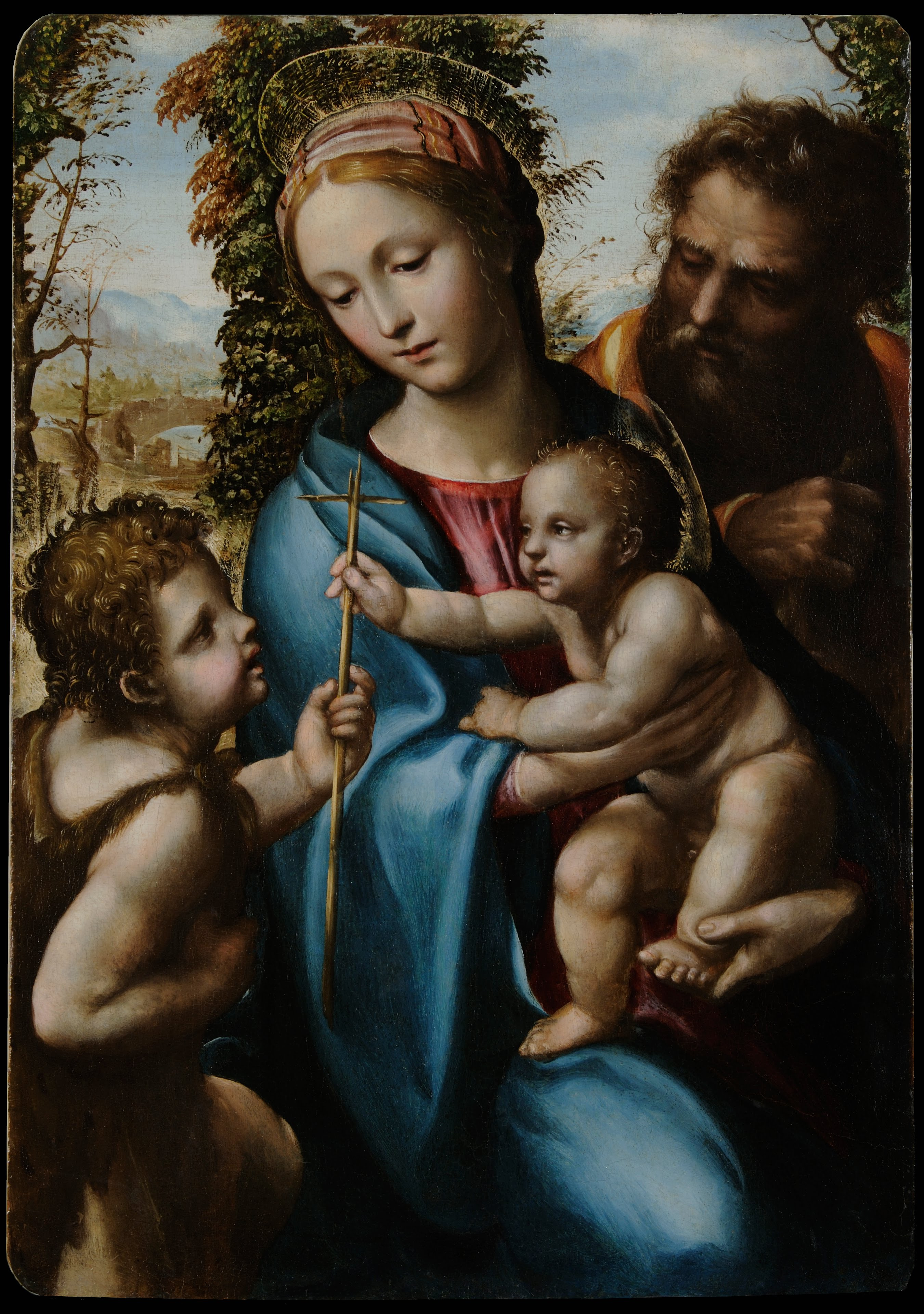
Святе сімейство з дитиною Іваном Хрестителем
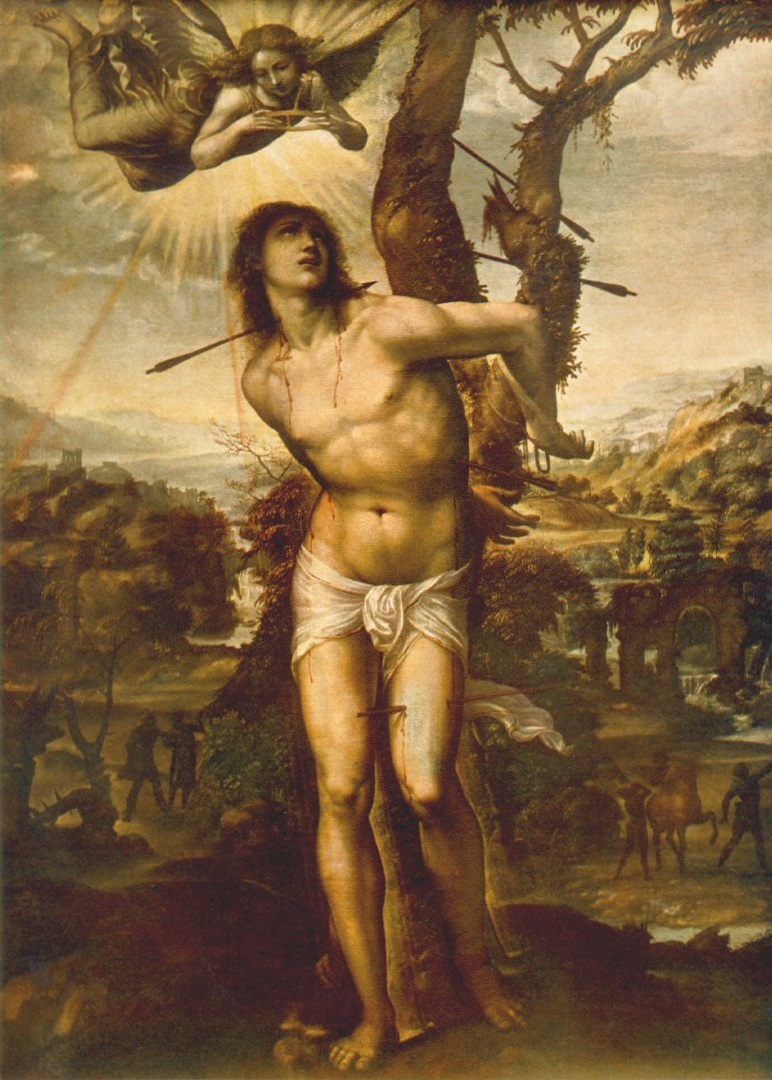
Святий Себастьян
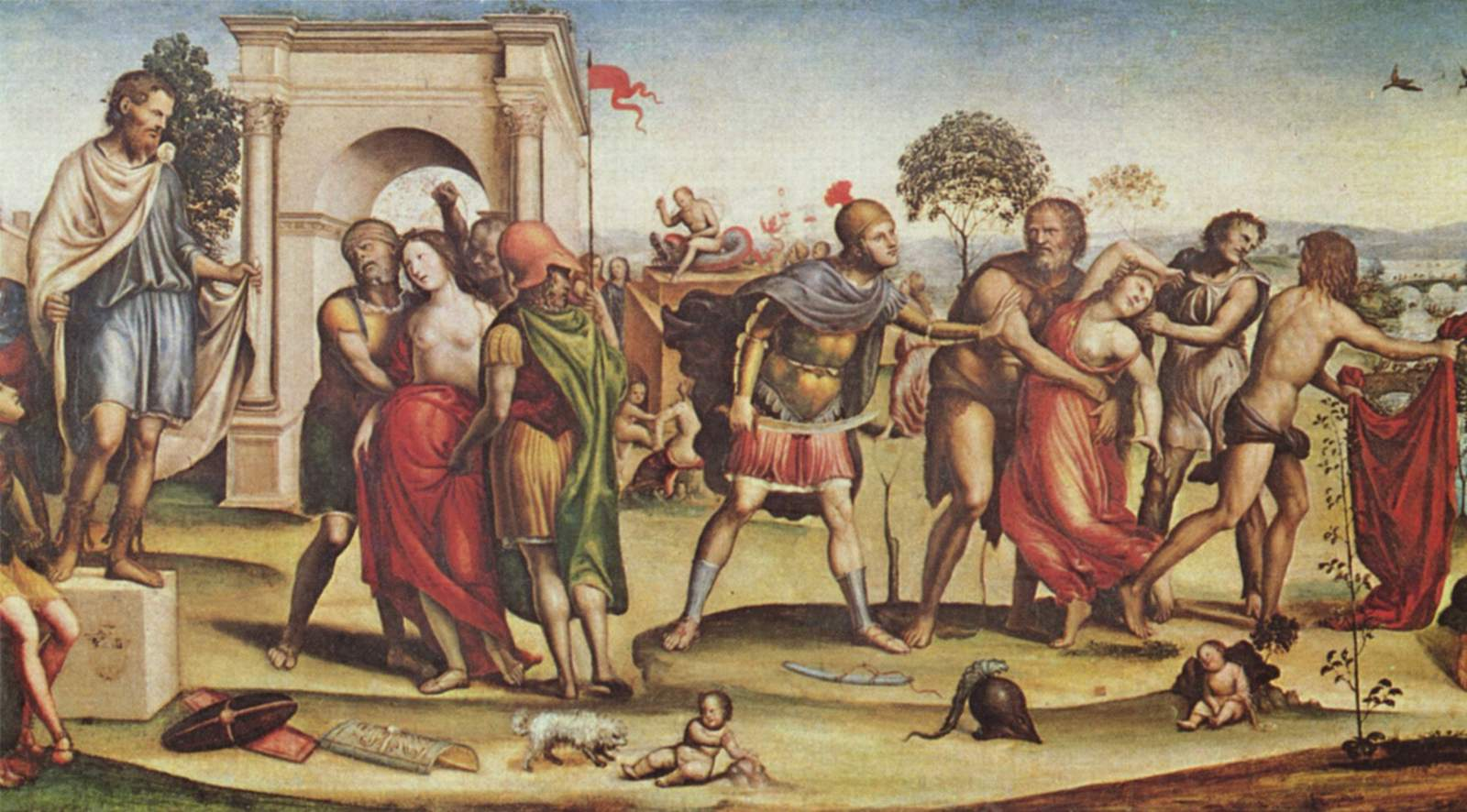
Викрадення сабінянок